# Idioma torwali

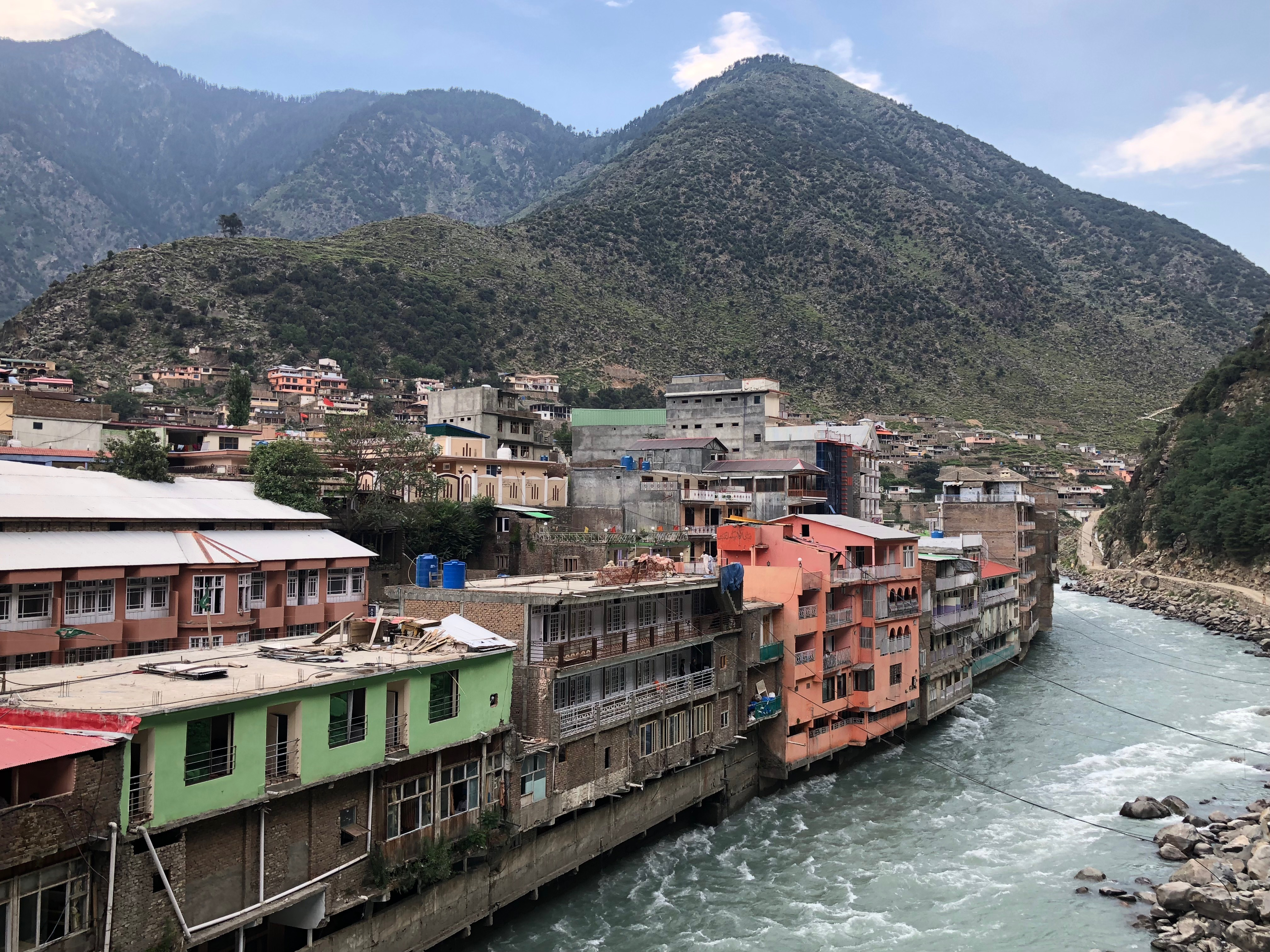
Bahrain, the main town of the Torwali community

Torwali (توروالی) es una lengua indo-aria hablada por el pueblo Torwali y concentrada en las áreas de Bahrein y Chail del distrito de Swat en Pakistán. Se dice que el idioma Torwali se originó en las comunidades premusulmanas de Swat. Es la lengua indo-aria moderna más cercana que todavía se habla hoy en día al Niya, un dialecto de Gāndhārī, una lengua indo-aria media hablada en la antigua región de Gandhara.
El torwali es una lengua en peligro de extinción: se caracteriza como "definitivamente en peligro" por el Atlas de lenguas en peligro de extinción de la UNESCO, y como "vulnerable" por el Catálogo de lenguas en peligro de extinción. Ha habido esfuerzos para revitalizar el idioma desde 2004, y Idara Baraye Taleem-o-Taraqi (IBT) ha establecido escuelas comunitarias de lengua materna.

## Fonológia
Aunque han aparecido en la literatura descripciones de la fonología torwali, algunas preguntas aún siguen sin respuesta.

### Vocales
|              | Anteriores | Centrales | Posteriores |
| ------------ | ---------- | --------- | ----------- |
| Cerradas     | i iː       |           | u uː        |
| Semicerradas | e eː       |           | o oː        |
| Abiertas     |            | a aː      |             |

El análisis de Edelman, que se basó en Grierson y Morgenstierne, muestra contrapartes nasales de al menos /e o a/ y también encontró una serie de vocales centrales (¿reducidas?), transcritas como: ⟨ä⟩, ⟨ü⟩, ⟨ö⟩.
|              | Anteriores | Centrales | Posteriores |
| ------------ | ---------- | --------- | ----------- |
| Cerradas     | i ĩ        | (ɨ̙)       | u ũ         |
| Semicerradas | e ẽ (e̙)    |           | o õ         |
| Medias       |            | ə (ə̙)     |             |
| Semiabiertas | æ æ̃        |           |             |
| Abiertas     |            |           | a ã         |

Lunsford tuvo algunas dificultades para determinar los fonemas vocales y sugirió que puede haber vocales retraídas con distribución limitada: /ɨ/ (que puede ser [i̙]), /e̙/, /ə̙/. Las vocales retraídas o retroflejas también se encuentran en Kalash-mun.

### Consonantes
El estado fonémico de la serie con voces entrecortadas es discutible.
Los sonidos con un estado particularmente incierto se marcan con un signo de interrogación en superíndice.
|                          | Labiales | Labiales | Alveolares | Alveolares | Retrofleja | Retrofleja | Post-alv./ Palatales | Post-alv./ Palatales | Velares | Velares | Glotales | Glotales |
| ------------------------ | -------- | -------- | ---------- | ---------- | ---------- | ---------- | -------------------- | -------------------- | ------- | ------- | -------- | -------- |
| Nasales                  |          | m        |            | n          |            | (ɳ)        |                      |                      |         | ŋ       |          |          |
| Oclusivas                | p pʰ     | b bʱ     | t tʰ       | d dʱ       | ʈ ʈʰ       | ɖ ɖʱ       |                      |                      | k kʰ    | g ɡʱ    |          |          |
| Africadas                |          |          | ts         |            | ʈʂ ʈʂʰ     | ɖʐ         | tʃ tʃʰ               | dʒ                   |         |         |          |          |
| Fricativas (Laterales)   |          |          | s          | z          | ʂ          | ʐ          | ʃ                    | ʒ                    | x       | ɣ       | h        |          |
| Fricativas (Laterales)   |          | (t)ɬ?    |            |            |            |            |                      |                      |         |         |          |          |
| Aproximantes (Laterales) |          |          |            |            |            |            |                      | j                    |         | w       |          |          |
| Aproximantes (Laterales) |          |          | l          |            |            |            |                      |                      |         |         |          |          |
| Róticas                  |          |          |            | r          |            | ɽ?         |                      |                      |         |         |          |          |

## Alfabeto
El idioma Torwali no tiene una ortografía fija. Aquí ha habido muchas propuestas, que han tenido un uso limitado por parte de los hablantes, aunque se ha realizado un gran trabajo para el idioma en los últimos años con la ayuda de Zubair Torwali y Rehmat Aziz Chitrali. Aquí está una de las propuestas creadas por Zubair Torwali que se utiliza en Swat:
| Letra | Romanización | AFI   |
| ----- | ------------ | ----- |
| آ     | ā            | /aː/  |
| أ     | a            | /a/   |
| اَ     | ʿ            | /ʔ/   |
| ب     | b            | /b/   |
| پ     | p            | /p/   |
| ت     | t            | /t/   |
| ٹ     | ṭ            | /ʈ/   |
| ث     | (s)          | /s/   |
| ج     | ǰ            | /d͡ʒ/  |
| چ     | č            | /t͡ʃ/  |
| ڇ     | ċ            | /ʈ͡ʂ/  |
| څ     | c            | /t͡s/  |
| ح     | (h)          | /h/   |
| خ     | x            | /x/   |
| د     | d            | /d/   |
| ڈ     | ḍ            | /ɖ/   |
| ذ     | (z)          | /z/   |
| ر     | r            | /r/   |
| ڑ     | ṛ            | /ɽ/   |
| ز     | z            | /z/   |
| ڙ     | ż            | /ʐ/   |
| ژ     | ž            | /ʒ/   |
| س     | s            | /s/   |
| ش     | š            | /ʃ/   |
| ݜ     | ṣ            | /ʂ/   |
| ص     | (s)          | /s/   |
| ض     | (z)          | /d/   |
| ط     | (t)          | /t/   |
| ظ     | (z)          | /z/   |
| ع     | ʿ            | /ʔ/   |
| غ     | ǧ            | /ɣ/   |
| ف     | f            | /f/   |
| ق     | q            | /q/   |
| ک     | k            | /k/   |
| گ     | g            | /ɡ/   |
| ل     | l            | /l/   |
| م     | m            | /m/   |
| ن}    | n            | /n/   |
| ں     | ◌̃            | /◌̃/   |
| و     | w            | /v~w/ |
| او    | o            | /oː/  |
| اُ     | u            | /u/   |
| اُو    | ú            | /ú/   |
| ہ     | h            | /h/   |
| ھ     | _h           | /ʰ/   |
| ی     | y            | /j/   |
| ے     | e            | /e/   |

### Chitrali and Kohistani Alphabet
El idioma Torwali en Chitral y Kohistan usa préstamos de Khowar y Indo Kohistani, los idiomas dominantes en la región, que usan otra letra, ݲ, que se usa para representar [ɖ͡ʐ] . También usan la letra del pastún ځ para representar [d͡z].